# Best Company (album)
Best Company è un album dei Mariposa pubblicato nel 2007.

## Tracce

### Disco Uno
1. Ob la di ob la da - 3:58
2. Sex, sleep eat drink dream - 4:22
3. Male di miele - 2:28
4. Oily way Outer temple inner temple - 9:13
5. Il mostro e l'aerosol - 4:50
6. Si vede - 3:32
7. Un'idea - 2:50
8. L'apprendista - 4:47
9. Monti di mola - 7:03